# Стража-при-Моравчах
Стража-при-Моравчах (словен. Straža pri Moravčah) — поселення в общині Моравче, Осреднєсловенський регіон, Словенія. 
Висота над рівнем моря: 418,1 м.